# Joakim Sundström
Joakim Sundström (* 27. Februar 1965 in Gävle, Schweden) ist ein schwedischer Toningenieur beim Film. Bevor er 1998 zum Film kam, war Sundström als Tonmann (Recording Artist) tätig. Sundström arbeitet regelmäßig mit Michael Winterbottom und Kevin Macdonald zusammen. 2005 arbeitete er mit Fernando Meirelles an Der ewige Gärtner. Sein Film 45 Years lief 2015 im Wettbewerb der Internationalen Filmfestspiele Berlin.
Sundström erhielt für seine Arbeit Nominierungen für den Golden Reel Award der Motion Picture Sound Editors, den British Independent Film Award (BIFA) und den Golden Satellite Award. 2012 gewann Sundström einen BIFA für Berberian Sound Studio und 2014 einen Europäischen Filmpreis für Mauern der Gewalt.

## Filmografie (Auswahl)
- 2002: In This World – Aufbruch ins Ungewisse, Regie: Michael Winterbottom
- 2003: Code 46, Regie: Michael Winterbottom
- 2003: Sturz ins Leere, Regie: Kevin Macdonald
- 2005: Der ewige Gärtner, Regie: Fernando Meirelles
- 2006: The Road to Guantanamo, Regie: Michael Winterbottom, Mat Whitecross
- 2009: Chéri – Eine Komödie der Eitelkeiten, Regie: Stephen Frears
- 2009: Fish Tank, Regie: Andrea Arnold
- 2010: The Killer Inside Me, Regie: Michael Winterbottom
- 2010: Alles koscher!, Regie: Josh Appignanesi
- 2010: Immer Drama um Tamara, Regie: Stephen Frears
- 2010: The Trip, Regie: Michael Witterbottom
- 2011: The Good Doctor, Regie: Lance Daly
- 2011: Sons of Norway, Regie: Jens Lien
- 2012: Berberian Sound Studio, Regie: Peter Strickland
- 2012: 7 Psychos, Regie: Martin McDonagh
- 2012: The Look of Love, Regie: Michael Winterbottom
- 2013: Mauern der Gewalt, Regie: David Mackenzie
- 2013: 20.000 Days on Earth, Regie: Iain Forsyth, Jane Pollard
- 2015: 45 Years, Regie: Andrew Haigh
- 2017: Three Billboards Outside Ebbing, Missouri
- 2018: Ray & Liz, Regie: Richard Billingham